# Décès en juin 1945
Décès
- 1941
- 1942
- 1943
- 1944
- 1945
- 1946
- 1947
- 1948
- 1949

Pour une information complémentaire, voir la page d'aide.

| Date    | Nom                        | Pays                 | Activités               | Âge | Source |
| ------- | -------------------------- | -------------------- | ----------------------- | --- | ------ |
| 24 juin | José Luis Gutiérrez Solana | Drapeau de l'Espagne | Peintre espagnol.       | 59  |        |
| 25 juin | Lazar Zalkind              | Drapeau de l'URSS    | Problémiste soviétique. | 59  |        |